# Hylarana malayana
Hylarana malayana es una especie de anfibio anuro de la familia Ranidae. Se encuentra en Birmania, Malasia, e Tailandia.
La rana adulta macho mide 42,2–48,8 mm de largo y la hembra 47,2–56,8 mm de largo.